# Маджарова Х.
Маджарова Х. е магазин за ноти и музикални инструменти и музикално издателство в София в периода 1905 – 1944 г.
Основани са от унгарската детска учителка Хермина Давидович-Маджарова, която се установява в България през 1887 г. Първоначално е магазин за литература на чужди езици, а от 1920 г. е само за ноти и музикални инструменти, внос от Германия, Франция, Русия, Австрия, Италия и Чехия. Магазинът се свързва с композиторите и изпълнители Панайот Пипков, Добри Христов, Атанас Стоянов, Петко Наумов, Константин Михайлов-Стоян – издавани са техни композиции и обработки на народни песни, които са отпечатвани в Лайпциг. След 1928 г. магазинът се специализира само в продажбата на пиана, а останалата дейност е преотстъпена на Жак Арие, който работи под същата фирма до 1944 г.